# Букові насадження (заповідне урочище, Сарненський район)
Бу́кові наса́дження — заповідне урочище (лісове) місцевого значення в Україні. Розташоване в межах Сарненського району Рівненської області, на захід від села Немовичі. 
Площа 3,5 га. Статус надано згідно з рішенням Рівненського облвиконкому від 18.06.1991 року № 98 (зміни згідно з рішенням обласної ради від 18.12.2009 року № 1438). Перебуває у віданні ДП «Сарненський лісгосп» (Кричильське л-во, кв.  33, вид. 9, 10). 
Статус надано з метою збереження високопродуктивного букового насадження.